# 中国墨子学会
中国墨子学会是教育部主管的，在民政部注册的国家一级社团组织。现任会长为山东大学校长李树才。
学会于1992年10月6日在首届墨学国际研讨会上正式成立，由山东大学原书记李守信（副部级）任名誉会长，又先后聘请了吴官正、费孝通、姜春云、宋健、马万祺、杨思德、张高丽和任继愈、张岱年、季羡林、蔡尚思等领导与专家担任中国墨子学会名誉会长。兴建了墨子国际研究中心和墨子纪念馆（位于墨子故里山东滕州），举办了十四届国内外墨学研讨会，编辑出版了5000多万字的墨学研究论著，与二十多个国家和地区的墨学专家建立了联系，初步形成了连接四大洲的学术研究网络。

## 前身
1990年，在山东省委、省政府和枣庄市委、市政府的支持下，由山东大学牵头成立了山东大学滕州市墨子研究中心。
1991年，全国首届墨学研讨会在滕州举办，成立了山东墨子学会。
1992年10月6日，在首届墨学国际研讨会上正式成立，办公地点设在滕州。

## 历任会长
1. 任继愈
2. 曾繁仁
3. 朱正昌
4. 李广星： 歷史學家，著作有《滕州史話》等等

## 中国墨子学会青年研究会
中国墨子学会青年研究会，是中国墨子学会的直属二级机构，活动范围是：全国。
现任会长是中国墨子学会副会长廖理纯教授。是由全国各大院校、社会科学研究单位研究墨子及墨学的专家学者，以及热心关怀并支持墨学研究事业发展的人士自愿组成的学术性的全国性非营利社会组织。